# Marius Funk
Marius Funk (Aalen, 1º gennaio 1996) è un calciatore tedesco, portiere dell'Ingolstadt 04.

## Biografia
È fratello di Patrick Funk, anch'egli calciatore professionista.

## Carriera

### Club
Cresciuto nel settore giovanile dello Stoccarda, nel 2015 viene promosso nella squadra riserve con cui gioca 7 incontri in 3. Liga. Nel 2016 viene ceduto al Greuther Fürth che lo aggrega inizialmente alla squadra B.
Fa il suo esordio da professionista il 24 ottobre 2017 in occasione dell'incontro di DFB-Pokal perso 3-1 contro l'Ingolstadt 04.

### Nazionale
Ha giocato nelle nazionali giovanili tedesche Under-16, Under-17, Under-18 ed Under-19.

## Statistiche

### Presenze e reti nei club
Statistiche aggiornate al 30 ottobre 2021.
| Stagione        | Squadra           | Campionato      | Campionato | Campionato | Coppe nazionali | Coppe nazionali | Coppe nazionali | Coppe continentali | Coppe continentali | Coppe continentali | Altre coppe | Altre coppe | Altre coppe | Totale | Totale |
| Stagione        | Squadra           | Comp            | Pres       | Reti       | Comp            | Pres            | Reti            | Comp               | Pres               | Reti               | Comp        | Pres        | Reti        | Pres   | Reti   |
| --------------- | ----------------- | --------------- | ---------- | ---------- | --------------- | --------------- | --------------- | ------------------ | ------------------ | ------------------ | ----------- | ----------- | ----------- | ------ | ------ |
| 2015-2016       | Stoccarda II      | 3L              | 7          | 0          |                 | -               | -               |                    | -                  | -                  |             | -           | -           | 7      | 0      |
| 2016-2017       | Greuther Fürth II | RL              | 19         | 0          |                 | -               | -               |                    | -                  | -                  |             | -           | -           | 19     | 0      |
| 2017-2018       | Greuther Fürth II | RL              | 12         | 0          |                 | -               | -               |                    | -                  | -                  |             | -           | -           | 12     | 0      |
| 2018-2019       | Greuther Fürth II | RL              | 5          | 0          |                 | -               | -               |                    | -                  | -                  |             | -           | -           | 5      | 0      |
| 2019-2020       | Greuther Fürth II | RL              | 3          | 0          |                 | -               | -               |                    | -                  | -                  |             | -           | -           | 3      | 0      |
| 2017-2018       | Greuther Fürth    | 2L              | 1          | 0          | CG              | 1               | 0               |                    | -                  | -                  |             | -           | -           | 2      | 0      |
| 2018-2019       | Greuther Fürth    | 2L              | 1          | 0          | CG              | 0               | 0               |                    | -                  | -                  |             | -           | -           | 1      | 0      |
| 2019-2020       | Greuther Fürth    | 2L              | 2          | 0          | CG              | 1               | 0               |                    | -                  | -                  |             | -           | -           | 3      | 0      |
| 2020-2021       | Greuther Fürth    | 2L              | 1          | 0          | CG              | 0               | 0               |                    | -                  | -                  |             | -           | -           | 1      | 0      |
| 2021-2022       | Greuther Fürth    | BL              | 4          | 0          | CG              | 1               | 0               |                    | -                  | -                  |             | -           | -           | 5      | 0      |
| Totale carriera | Totale carriera   | Totale carriera | 55         | 0          |                 | 3               | 0               |                    | -                  | -                  |             | -           | -           | 58     | 0      |